# Watch Dogs
Watch Dogs (estilizado como WATCH_DOGS) es un videojuego de mundo abierto y acción y aventura desarrollado por Ubisoft Montreal y publicado por Ubisoft. Fue lanzado el 27 de mayo de 2014 para las consolas PlayStation 3, PlayStation 4, Xbox One, Xbox 360 y Microsoft Windows.  Posteriormente le siguió para Wii U el 18 de noviembre en Norteamérica, y el 21 de noviembre del mismo año en Europa.
Está ambientado en una versión ficticia del área de Chicago. La trama gira en torno al personaje Aiden Pearce, un hacker que usa sus conocimientos informáticos para cometer crímenes. Luego de que asesinan a su sobrina tras intentar atracar un hotel, se transforma en un «justiciero» que busca vengar su muerte. En el juego, utiliza su teléfono celular como arma adicional y lo emplea para aprovechar los fallos del sistema de Chicago llamado «ctOS», un sistema informático centralizado que controla todos los dispositivos tecnológicos de la ciudad, y que almacena información detallada sobre sus habitantes. Ofrece un mundo abierto que permite a los jugadores explorar diferentes lugares y realizar misiones secundarias.
Su desarrollo tomó cerca de cinco años, con un costo estimado de 150 millones de dólares. Asimismo, los desarrolladores visitaron la ciudad de Chicago para realizar una investigación de campo sobre el entorno y utilizaron un lenguaje regional para la autenticidad. Las funciones de piratería fueron consultadas con la compañía Kaspersky para evitar una mala interpretación del dominio cibernético del juego.
Previamente lanzaron su demo en la convención E3 2012. El juego obtuvo críticas positivas de sitios especializados que destacaron la jugabilidad, el diseño del mundo abierto, el sistema de combate, los elementos de piratería y la variedad de la misión. En contraparte se criticaron los problemas técnicos, la baja calidad gráfica presentada en comparación con la publicitada en 2012, así como el rol del protagonista. Watch Dogs tuvo un notable éxito comercial, fue su segundo título más reservado de la compañía, y en las primeras semanas logró vender ocho millones de copias. En noviembre de 2016 salió una secuela, Watch Dogs 2, y en octubre de 2020 se lanzó un tercer juego, Watch Dogs: Legion.

## Argumento
Chicago se convierte en la primera ciudad del mundo en implementar «ctOS» (en inglés: Central Operating System) que fue desarrollado por la empresa de tecnología Blume, un sistema informático centralizado que controla todos los dispositivos tecnológicos de la ciudad, y almacena información detallada sobre sus habitantes, la cual puede ser utilizada para distintos propósitos.
El prólogo del juego empieza con el protagonista Aiden Pearce, un hacker que funge como contratista a sueldo para robar información, dinero y cualquier otra cosa que se le asigne; además, actúa a junto a Damien Brenks, un compañero y socio suyo. Mientras llevan a cabo un atraco electrónico en el lujoso Hotel Merlaut, coincidentemente descubren una red con información valiosa que muestra un video encriptado con datos secretos de personajes políticos, en ese momento se activa una alarma silenciosa controlada por otro hacker. Damien intenta encontrar al pirata informático pero se delata a sí mismo y a su compañero. Aiden atemorizado, lleva a su familia a un lugar seguro con la excusa de ser un viaje sorpresa. En el camino, el asesino a sueldo Maurice Vega los ataca, y propicia un accidente automovilístico donde fallece la sobrina de Aiden, Lena.
Un año después, Aiden comienza una investigación personal para saber quién o quiénes están detrás de la muerte de su sobrina. Primero, Aiden rastrea a Vega en un estadio de béisbol, pero no logra conocer la identidad de su contratista. Ante ello, decide dejarlo en manos de su socio, el reparador contratado Jordi Chin. De ahí, visita a su hermana Nicole y a su sobrino Jackson, quien cumplía años, pero se entera de que alguien los está acosando. Con la ayuda de Clara Lille, un miembro del sindicato de piratería DedSec que busca exponer la corrupción de Blume, Aiden logra rastrear al acosador, revelado como Damien, y que quería llamar la atención de él para que lo ayudara a encontrar al otro pirata informático que detectó en Merlaut. En un principio se niega a colaborar, pero luego de lidiar con un testigo del estadio, se entera de que Damien secuestró a Nicole para obligarlo a participar. Después de establecer un nuevo escondite en el Búnker, una antigua base de Blume indetectable al sistema «ctOS», Aiden rastrea al pirata descubriéndose como Delford «Iraq» Wade, líder de la pandilla y veterano del ejército. Para llegar a sus servidores, Aiden se infiltra en una subasta humana a la que está asistiendo para copiar su clave de acceso, y chantajea a su primo Tyrone «Bedbug» Hayes con el fin de que actúe como su hombre interno. Más adelante, Bedbug obtiene una muestra de datos que revela a Delford tener información sobre casi todos los ciudadanos de Chicago, y que utiliza para proteger a su banda de las autoridades a través del chantaje.
Cuando Aiden y Clara se encuentran con datos cifrados más allá de sus capacidades, rastrean al legendario pirata informático y antiguo denunciante de Blume Raymond «T-Bone» Kenney, quien causó el apagón del noreste de 2003 mientras intentaba exponer los peligros de «ctOS». En paralelo, Aiden se infiltra en la sede de Blume para borrar la identidad de Kenney en dicho sistema, que le permite regresar a Chicago, pero Damien renuncia a esta ubicación, a cambio de tener acceso completo a «ctOS», Aiden decide buscarlo antes de que las fuerzas de seguridad de Blume lo maten. Luego ataca el complejo de Delford para terminar de descargar los datos de su servidor, que más adelante, se enfrenta con él y termina matándolo.
Más tarde, Aiden, Kenney y Clara no consiguen descifrar los datos porque otro pirata informático llamado JB «Defalt» Markowicz, se infiltra en su sistema para robarlo y borrarlo de sus servidores. Por otra parte, Defalt revela que Clara fue contratada para localizar a Aiden después del trabajo de Merlaut, por lo que es indirectamente responsable de la muerte de Lena; Aiden al enterarse de esto, la despide con enojo. Cuando Kenney termina de descifrar los datos, le informa sobre la identidad del sujeto que ordenó el ataque contra él, desvelándose como el jefe de la mafia irlandesa y propietario de Merlaut, Dermot «Lucky» Quinn. Aiden lo enfrenta, y este revela que ordenó el ataque porque creía que él estaba buscando imágenes de video secretos del alcalde Donovan Rushmore asesinando a su secretaria, después de que ella se enterara de sus tratos con Quinn, que este último lo chantajeaba por ello. Tras matarlo al piratear su marcapasos, Damien le informa que Quinn envió sicarios hacia Clara para asesinarla al considerarla «una carga». Incapaz de salvarla, Aiden hace público todo el material, lo que enfurece a Damien, y comienza a causar caos en Chicago con el sistema «ctOS»; Aiden apaga el sistema con un virus creado por Kenney y lo rastrea hasta un faro. Jordi llega, a pesar de ser contratado para que asesinara a ambos, Aiden lo hiere y a la vez mata a Damien. Más tarde, Jordi lo llama por última vez para decirle dónde se encuentra Vega; Aiden se dirige allí y decide su destino.

### Bad Blood
Luego de los sucesos principales de Watch Dogs, Kenney decide irse de Chicago después de realizar lo que cree que es su último trabajo de piratería: borrar más datos sobre él de los servidores de Blume y dejar un rastro falso que lo aleje del mismo. Sin embargo, después de rescatar a su excolega Tobias Frewer de unos Fixers (banda de mercenarios) que lo habían secuestrado, Kenney decide quedarse en Chicago hasta que se entera de que lo están siguiendo a él y a Frewer. Ambos investigan a los Fixers que intentan capturarlos y descubren que fueron contratados por Defalt, quien trabaja con Blume y busca vengarse de Kenney.
Kenney logra localizar a Defalt, pero mientras investiga su escondite, encuentra maniquíes que representan a las personas que murieron durante el apagón que había causado hace once años. Entre ellos se encuentra un maniquí con una máscara similar a la de Defalt, por lo que revela la verdadera razón de su venganza contra él; su hermano estaba entre las víctimas del apagón. Esto lo enfurece, ya que buscaba evitar que alguien muriera en el proceso; desde allí, mantuvo un sentimiento de culpa. Después de defenderse de los Fixers enviados por Defalt para matarlos, Kenney y Frewer se infiltran en su escondite, pero en el transcurso se separan y Kenney queda atrapado en una habitación donde se ve obligado a enfrentarse con Defalt y los familiares de las víctimas del apagón. Defalt crea una votación para decidir su destino, la mayoría de los presentes eligen que muera, por lo que la habitación en la que se encuentra comienza a llenarse de gas. Kenney empieza a asfixiarse, pero logra piratear el sistema de ventilación del edificio a través del teléfono de Frewer, y desvía el gas a la habitación de Defalt que aparentemente lo mata. Kenney es rescatado por Frewer y decide quedarse en Chicago para luchar contra Blume junto a él, con la esperanza de reclutar a Aiden en su equipo también.

## Modo de juego
Es un juego de acción y aventura con una vista en tercera persona. El jugador toma el rol del pirata informático Aiden Pearce, que usa su teléfono inteligente para controlar trenes y semáforos, infiltrarse en los sistemas de seguridad, bloquear teléfonos celulares, acceder a la información privada de los personajes y vaciar sus cuentas bancarias. El sistema de piratería implica a la resolución de acertijos; asimismo, ofrece una variedad de misiones secundarias en la que obtienes recompensas. Los datos que proporciona cada personaje no jugable (PNJ) como es la información personal, se guarda en el servidor a medida que el juego avanza. Tiene un ciclo día-noche y un sistema meteorológico dinámico, que cambia el comportamiento de los PNJ. Para el combate cuerpo a cuerpo, Aiden tiene una porra extensible; en otros casos, usa pistolas, escopetas, rifles de francotirador, ametralladoras y lanzagranadas. Cuenta con una opción de cámara lenta para disparos, y el jugador puede usar IED de proximidad, granadas y señuelos electrónicos.
Asimismo, el mundo abierto permite a los jugadores explorar diferentes lugares y hacer ciertas acciones. Por ejemplo, si roba un automóvil, su conductor puede llamar a la policía; aunque si tiene una buena reputación, el conductor puede acceder. La obtención de una buena reputación es lograda si detecta (y detiene) delitos, pero si lo cometes se vuelve negativa. Aiden puede escalar superficies verticales, hackear carretillas elevadoras y plataformas de trabajo donde sería difícil de acceder o llegar a otro modo, así como agacharse detrás de las paredes para esconderse de los enemigos. El jugador tiene una variedad de vehículos para navegar en distintos lugares, como son motocicletas, muscle cars, vehículos todoterreno, SUV, vehículos de lujo, autos deportivos y lanchas rápidas. La radio del coche es personalizable, con un total de cincuenta canciones. El árbol de habilidades se actualiza con los puntos obtenidos al piratear, combatir, conducir y crear objetos. El dinero se puede utilizar para comprar armas, ropas y vehículos. También trae varios minijuegos, que van desde matar extraterrestres hasta controlar una gran araña robótica. Los códigos QR y los registros de audio se incluyen como objetos de colección; Las torres «ctOS» desbloquean iconos de mapas y misiones secundarias.
La recreación del juego en Chicago se basa en seis regiones en el mapa: Parker Square, que se asemeja a las áreas norte y oeste de la ciudad; el Loop, orientado en el Chicago Loop; Brandon Docks, una recreación informal del distrito industrial del lado sur; los Wards, asimilado a Englewood; Mad Mile, basada en Magnificent Mile; y Pawnee, una falsa ciudad rural que se asemeja a ciertos suburbios de la ciudad.

### Modo multijugador
El juego dispone de contenido multijugador a los que se puede acceder, pero en algunos casos, luego de pasar una determinada misión en el modo historia. Puede albergar hasta siete jugadores itinerantes, donde completas contratos de piratería y participas en carreras. Hay varios modos de juegos disponibles, entre los que destacan: «Contratos en línea», después de completar una misión, el jugador accede a la aplicación desde su teléfono inteligente en cualquier momento durante el juego de mundo abierto. Desde allí ofrece cualquiera de los contratos en línea disponibles en ese momento; «Piratería en línea», el jugador se infiltra en el juego de otro jugador. Su objetivo es localizar e instalar una puerta trasera en su red sin ser descubierto. En contraparte, el jugador que es pirateado debe localizar, perfilar y eliminar al intruso antes de que se complete su instalación; «Seguimiento en línea», similar al segundo, el jugador sigue al otro para ser analizado hasta que se complete, pero no debe ser visto durante su invasión. En esta parte, el perpetrador puede imitar a un PNJ aunque es más fácil ser detectado; «Invasor», eres invadido por alguien, lo que te impide acceder a misiones secundarias o contenido de la historia, en su lugar, debes rastrear al pirata informático intruso antes de que pueda instalar completamente una puerta trasera en tu red; «Carrera en línea», compites en carrera con otros usuarios, cuenta con varios tipos como son: punto a punto, vueltas de carreras y punto de control. En tanto, la función «ctOS» entra en escena, que sirve para aplicar trucos de sabotaje y atajos ante los demás.

## Desarrollo y lanzamiento
El juego comenzó a ser desarrollado por Ubisoft Montreal en el año 2009 y se finalizó cinco años después con un costo estimado de 150 millones de dólares. Antes de anunciarse en 2012 estaba contemplado llamarse Nexus. El argumento inicial era la noción de que se podía controlar una ciudad entera con solo presionar un botón.
Se agregaron coloquialismos regionales  de Chicago para darle autenticidad al juego. El director creativo Jonathan Morin mencionó que se inspiraron en el suceso de Michael Scott, presidente de la Junta de Educación de Chicago, hallado muerto en el río Chicago en 2009. Tras un mes, la policía local había utilizado un análisis de datos para examinar un conjunto de imágenes de video de las cámaras CCTV de la ciudad, descubriéndose que era un suicidio. «Extrapolamos un poco lo que estaba sucediendo en 2009 [...] debido a la historia de la ciudad, Chicago era el tipo de lugar donde las autoridades podrían instalar algo como ctOS», decía Morin. El desarrollador viajó a la ciudad varias veces para realizar investigaciones de campo, tomar fotografías, grabar audio, conocer gente y entrevistar al Departamento de Policía de Chicago para obtener información. Los monumentos se diseñaron para parecerse únicamente a sus homólogos de la vida real, aunque sus aspectos artísticos fueron descartados por derechos de autor. La ficción de Chicago les permitió encajar varios temas de distrito en un mapa.

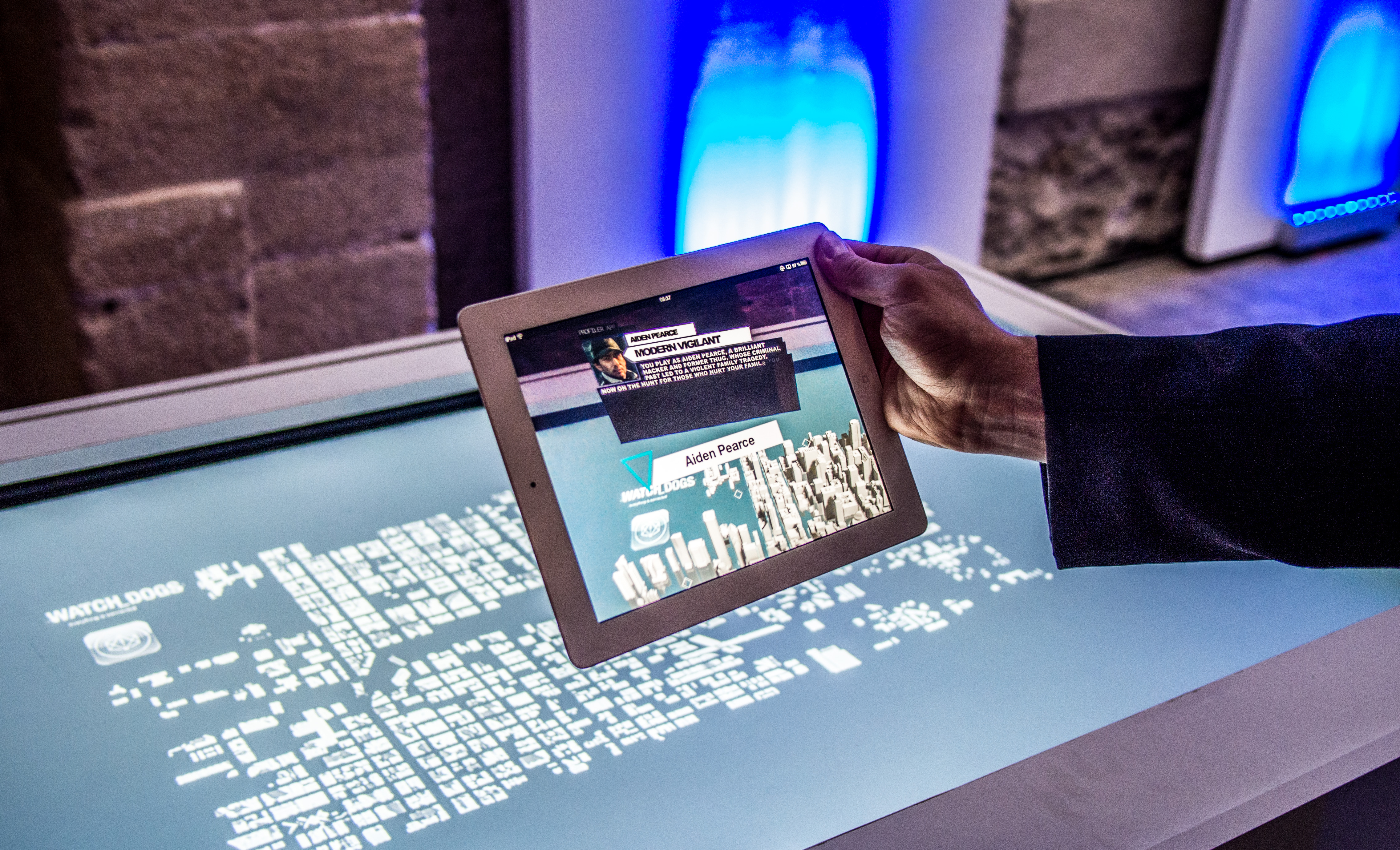
Presentación del videojuego en la ciudad de París en 2013.

Watch Dogs se ejecuta con el motor de juego «Disrupt», desarrollado por Ubisoft Montreal, y anunciado por el director técnico Sebastian Viard en su cuenta de Twitter en 2013. En el proceso, se tenía la intención de utilizar el motor AnvilNext (empleado en la saga Assassin's Creed), pero decidieron crear uno nuevo: «Desde el principio comenzamos a construir un nuevo motor que llamamos motor Disrupt», mencionó el productor Dominic Guay. Sucesivamente comentó los tres pilares sobre el motor: la simulación del medio ambiente y su contenido, cómo se puede afectar el medio ambiente y la conectividad de una experiencia en línea fluida. Además, la tecnología del PlayStation 4 aportó en el aumento de la calidad, según el director Morin. «[...] hay simulaciones de olas y viento que ofrecen una experiencia más realista en PlayStation 4 en comparación con PlayStation 3».
El sistema de control «ctOS» está orientado en el sistema SCADA, tanto en su infraestructura y tecnología. Se basaron en el ciberataque del gusano informático Stuxnet hacia dicho sistema, como parte de la historia. Los desarrolladores consultaron a la empresa de ciberseguridad Kaspersky sobre las funciones de piratería para certificar su autenticidad y evitar malas interpretaciones del mismo. Se analizaron los controles complejos de juegos como Grand Theft Auto y Saints Row para definir una jugabilidad «diferente y práctico»; luego de ello, se implementó una piratearía de un solo botón. Por otro lado, confesaron que Watch Dogs comparte el mundo con Assassin's Creed, incluso asemejaron los movimientos con el protagonista Aiden Pearce. Previamente, los jugadores descubrieron huevos de Pascuas en algunas misiones que asociaron con Black Flag. Debido a esto, lo llegaron a considerar como el «Assassin's Creed moderno» por ser casi idénticos.
Fue oficialmente presentado con un demo durante la conferencia de prensa de Ubisoft en el E3 de 2012. Accidentalmente se había subido una copia del avance al canal de Ubisoft en YouTube antes de su debut, pero rápidamente fue eliminado. Watch Dogs estaba anunciado salir en noviembre de 2013, pero Ubisoft comunicó su retraso hasta el 2014. Entre los motivos, era que seguía «puliéndose y perfeccionándose para lograr el resultado esperado». Posteriormente se lanzó el 27 de mayo de 2014 en las consolas PlayStation 3, PlayStation 4, Xbox One, Xbox 360 y Microsoft Windows. Meses después, le siguió a la plataforma Wii U, primero en Norteamérica el 18 de noviembre, y luego, el 21 de noviembre en Europa. En diciembre de 2020 se anunció la disponibilidad en Stadia junto con su secuela. También se distribuyó una aplicación para Android e iOS, que te permite jugar con amigos en la consola o PC usando el teléfono inteligente o tableta.
Antes de su presentación, se lanzaría cuatro ediciones de coleccionista del juego disponibles para todas las consolas, excepto la Wii U. En una de esas, se incluía la figura de Aiden, la réplica de una máscara, la banda sonora y un libro de arte. Además, salió a la venta una novela en libro digital titulado Watch Dogs//n/Dark Clouds, creado por John Shirley; dicha obra, explora aun más el mismo mundo con un nuevo personaje. La compañía promocionó el juego con una serie de cortometrajes, en la que analiza la piratería, el modo de manejo, entre otros; dicha publicidad tuvo buena acogida por parte de los usuarios. En septiembre de 2014, salió una expansión titulada Bad Blood. Está ambientada tras los sucesos de Watch Dogs y sigue las hazañas de Raymond Kenney después de que Aiden Pearce dejara Chicago. Se destaca por incorporar nuevos contenidos secundarios, mecánicas de juego y ropas exclusivas.

### Adaptaciones y secuelas
En junio de 2013, Variety informó que Ubisoft Film & Television tenía planeado hacer una adaptación cinematográfica. En agosto de ese año, se anunció que Sony Pictures y New Regency se unirían en el proyecto. En abril de 2014 se confirmaron a los guionistas Paul Wernick y Rhett Reese (escritores de Zombieland) serían los responsables de escribir el guion de la película. En noviembre de 2016 lanzaron Watch Dogs 2, y en octubre de 2020 sacaron un tercer juego, Watch Dogs: Legion. En octubre de 2019, la compañía tenía previsto crear una serie animada de cibermisterio para adolescentes. El arte conceptual muestra a una niña de secundaria equipada con algunos dispositivos, acompañado de un estilo futurista similar a la película Tron.

## Recepción
Tras el estreno de Watch Dogs en el E3 2012, generó una recepción tanto positiva y negativa por parte del público y críticos, donde destacaron la jugabilidad, el diseño del mundo abierto, el sistema de combate, los elementos de piratería y la variedad de la misión. En contraparte, se criticaron los problemas técnicos, el rol del protagonista y la baja calidad gráfica presentada en comparación con la publicitada. Este último, llevó a que fuera acusado Ubisoft de degradación gráfica después de que una publicación en el foro NeoGAF comparara sus imágenes de 2012 con las imágenes de 2014; la compañía negó lo señalado. El canal G4 TV lo calificó como una «verdadera aventura de próxima generación». El juego obtuvo diversos premios y nominaciones entre 2013 y 2014. En los Canadian Videogame Awards logró el galardón en las categorías: Mejor tecnología, Juego del año y Mejor juego de consola en la edición 2014.
El investigador de Ubisoft, Thomas Geffroyd, declaró en una entrevista con el sitio GamesBeat que tras unos estudios realizados posteriores a su lanzamiento, indicaron que alrededor del 60 % de los jugadores «cambiaron su visión» de la tecnología después de jugar a Watch Dogs. Manifestó su «satisfacción» en lograr transmitir un parecido del mundo real al juego y exponer lo peligroso de la tecnología. Chris Carter de Destructoid mostró su agrado en cuanto a la interpretación virtual de Chicago, el detalle de los personajes no jugables y la inclusión de los minijuegos, concluyó que el juego «era divertido». Dan Whitehead de Eurogamer describió el manejo del automóvil como «hábil e intuitivo» y calificó las imágenes de «deslumbrantes». Contrariamente, criticó la falta de identidad del juego, por las funciones similares a otras. Jeff Marchiafava de la revista Game Informer escribió que la piratería agregó un significado al combate, la mecánica de disparos «hace que los tiroteos a gran escala sean agradables», y elogió el enfoque sigiloso del mismo. Finalizó al decir que la variedad de modos de juego y entornos en las misiones de la campaña proporcionaba una «experiencia entretenida». Kevin VanOrd de GameSpot consideró que la principal fortaleza del juego estaba en el combate, y agradeció por la contribución del componente de piratería. Asimismo, dijo que la historia solo floreció al dejar atrás los «clichés de la historia de venganza», y se sintió más apegado a los personajes secundarios que a Aiden Pearce. El vicepresidente de mercadotecnia de Gamespot, Bob Puzon, destacó el impacto que tuvo el juego ante el público: «Hay un gran revuelo en todas nuestras tiendas en torno al juego».
Por su parte, Andy Hartup de GamesRadar+ enfatizó las misiones individuales, el mapa de Chicago, a la que planteó ser una versión actualizada de GTA San Andreas, y lo agradable de los minijuegos. Sin embargo, criticó la historia principal por ser algo «pobre», y el uso recurrente del teléfono como herramienta. Dan Stapleton de IGN resaltó las imágenes del juego y el mapa «intrincadamente detallado» del mundo abierto. Finalmente expuso su asombro con las funciones de piratería y el estilo de combate. Christopher Livingston de PC Gamer calificó la piratería como la característica más positiva del juego, sucesivamente los acertijos fueron la parte «divertida» según su criterio; al contrario, opinó lo incómodo que es el estilo de manejo en coches. Para Arthur Gies de Polygon comentó lo útil que es la función de tiroteo del combate: «Muestra un buen y funcional sistema de cobertura en tercera persona [...] más que disparar, también permite un sigilo efectivo». Concluyó al criticar las notificaciones constantes de delitos que solo «arruinan la experiencia». También Tom Watson escribió en New Statesman que el juego «tiene tantas misiones secundarias complejas y tareas obligatorias que se vuelve aburrido [...] se deriva sin humor del mundo abierto de Grand Theft Auto V».

### Ventas
Watch Dogs tuvo un notable éxito comercial, fue su segundo título más reservado de la compañía, del año (más de 800 000 copias), así como de la octava generación de consolas; en las primeras semanas logró ocho millones de copias vendidas. La propia compañía estimaba una venta de 6,3 millones de copias ese año. El CEO y cofundador de Ubisoft Yves Guillemot, comentó: «Watch Dogs está ahora bien posicionado como una gran franquicia y podremos replicar y construir sobre su éxito en los próximos años».
El día de su lanzamiento, vendió la mayor cantidad de copias que cualquier otro título de Ubisoft en un período de 24 horas. Fue el producto más adquirido en el Reino Unido en su primera semana (superando el récord de Assassin's Creed III). En tanto, PlayStation 4 contó con la gran mayoría de las copias físicas y ayudó a la marca en aumentar un 94 % en ventas. A su llegada en Japón vendió 63 000 copias de la versión de PS4 y 31 000 para PS3 en los primeros días. Según las cifras de ventas de Ubisoft, se había vendido más de nueve millones de copias y se pronosticaba completar los diez millones a fines de 2014. Por otra parte, contribuyó a que la compañía tuviera un buen primer trimestre del año fiscal 2015, ya que sus ingresos por ventas totales ascendieron a 360 millones de euros, un 374 % más que los 76 millones de euros que ganó en el mismo trimestre del anterior año.

## Premios y nominaciones
| Año  | Premio                      | Categoría                                                        | Resultado | Ref             |
| ---- | --------------------------- | ---------------------------------------------------------------- | --------- | --------------- |
| 2012 | 30° Premios Golden Joystick | Uno para ver                                                     | Nominado  | [ 100 ] [ 101 ] |
| 2013 | 31° Premios Golden Joystick | El más buscado                                                   | Nominado  | [ 102 ]         |
| 2013 | VGX 2013                    | Juego más esperado                                               | Nominado  | [ 103 ]         |
| 2014 | 32° Premios Golden Joystick | Mejor juego original                                             | Nominado  | [ 104 ] [ 105 ] |
| 2014 | 32° Premios Golden Joystick | Mejor multijugador                                               | Nominado  | [ 104 ] [ 105 ] |
| 2014 | 32° Premios Golden Joystick | Mejor momento de juego (Invasión)                                | Nominado  | [ 104 ] [ 105 ] |
| 2014 | 32° Premios Golden Joystick | Juego del año                                                    | Nominado  | [ 104 ] [ 105 ] |
| 2014 | 32° Premios Golden Joystick | Estudio del año (Ubisoft Montreal)                               | Ganador   | [ 104 ] [ 105 ] |
| 2014 | Premios NAVGTR              | Iluminación / Texturizado (Jean-Philippe Leroux)                 | Nominado  | [ 106 ]         |
| 2014 | Premios NAVGTR              | Actuación en un drama secundario (Aaron Douglas como Jordi Chin) | Nominado  | [ 106 ]         |
| 2014 | Premios NAVGTR              | Juego, aventura original                                         | Nominado  | [ 106 ]         |
| 2014 | Premios NAVGTR              | Diseño de control, 3D                                            | Nominado  | [ 106 ]         |